# Gösjön (Leksands socken, Dalarna)
Gösjön är en sjö i Leksands kommun i Dalarna och ingår i Dalälvens huvudavrinningsområde. Sjön är 33,5 meter djup, har en yta på 0,637 kvadratkilometer och är belägen 289 meter över havet. Sjön avvattnas av vattendraget Grönan. Vid provfiske har bland annat abborre, bergsimpa, gädda och lake fångats i sjön.

## Delavrinningsområde
Gösjön ingår i det delavrinningsområde (671868-143130) som SMHI kallar för Utloppet av Gösjön. Medelhöjden är 331 meter över havet och ytan är 11,58 kvadratkilometer. Det finns inga avrinningsområden uppströms utan avrinningsområdet är högsta punkten. Grönan som avvattnar avrinningsområdet har biflödesordning 4, vilket innebär att vattnet flödar genom totalt 4 vattendrag innan det når havet efter 310 kilometer. Avrinningsområdet består mestadels av skog (76 procent) och sankmarker (10 procent). Avrinningsområdet har 0,64 kvadratkilometer vattenytor vilket ger det en sjöprocent på 5,5 procent.

## Fisk
Vid provfiske har följande fisk fångats i sjön:
- Abborre
- Bergsimpa
- Gädda
- Lake
- Mört
- Siklöja